# ワックスエステルヒドロラーゼ
ワックスエステルヒドロラーゼ(Wax-ester hydrolase、EC 3.1.1.50)は、以下の化学反応を触媒する酵素である。
ワックスエステル + 水{\displaystyle \rightleftharpoons }長鎖アルコール + 長鎖カルボン酸
従って、基質はワックスエステルと水の2つ、生成物は脂肪族アルコールと長鎖カルボン酸の2つである。
この酵素は加水分解酵素に分類され、特にエステル結合に作用する。系統名は、ワックスエステル アシルヒドロラーゼ(wax-ester acylhydrolase)である。ホホバワックスエステラーゼ(jojoba wax esterase)やWEHと呼ばれることもある。